# Gunnar Thorén
Anders Gunnar Thorén, född 30 april 1931 i Göteborg, död 10 september 2002 i Säve, var en svensk målare och tecknare. 
Han var son till direktören August William Thorén och Hervor Ingeborg Abrahamsson och från 1959 gift med reklamtecknaren Elin Gunnel Margareta Björk. Thorén studerade för Nils Wedel vid Slöjdföreningens skola 1952–1956 och för Torsten Renqvist och Poul Ekelund vid Valands målarskola 1956–1959 samt under en studieresa till London. Tillsammans med Bertil Berg, Roj Friberg, Bernt Jonasson, Folke Lind och Åke Nilsson tillhörde han konstnärsgruppen Sex Aspekter. Separat ställde han bland annat ut på Galleri 54 i Göteborg och  tillsammans med Folke Lind ställde han ut i Uddevalla 1963 och tillsammans med Marianne Ebeling på Färg och Form 1966. Han medverkade några gånger i Nationalmuseums utställning Unga tecknare och i Liljevalchs konsthalls Stockholmssalonger samt i flera utställningar med lokal konst i Göteborg   Hans konst består av motiv återgivna i en subjektiv och synkoperad form med ytmässigt pålagda färger med figurer, naturstudier och landskapsskildringar samt collage. Thorén är representerad vid Moderna museet, Göteborgs konstmuseum, Malmö museum, Länsmuseet Gävleborg, Västerås konstmuseum och Borås konstmuseum, Örebro läns museum
Gunnar Thorén är begravd på Mariebergs kyrkogård.